# Agneya Singh
Agneya Singh (Nuova Delhi, 21 luglio 1989) è un regista indiano conosciuto per aver scritto e diretto M Cream.

## Biografia
Figlio della giornalista e commentatrice politica Seema Mustafa. Singh, ha lavorato come fotografo e documentarista, iscrivendosi alla Università di New York, assistendo il regista Lynne Sachs e lavorando come proiezionista nel dipartimento sperimentale dell'università. I suoi film e video per studenti sono stati proiettati a New York presso l'Anthology Film Archives.

## Filmografia
- Esther Raped (2009) - cortometraggio
- Magick All Around! (2009) - cortometraggio
- Significant Non-Happenings on Sugar-Hill (2010) - cortometraggio
- Red Lamas (2010) - cortometraggio
- M Cream (2014)